# 山大寺池
山大寺池（やまだいじいけ）は、香川県木田郡三木町大字上高岡にあるため池である。2004年（平成16年）に獄山・山大寺池として香川のみどり百選に選定され、2010年（平成22年）3月25日に農林水産省のため池百選に選定された。

## 概要
1628年（寛永5年）高松藩に招かれ満濃池の改修を行っていた西嶋八兵衛により構築され、現在も下流の水田102haの灌漑をになう水源である。

## 獄山
池の西側にはにそびえる標高 204.7mの嶽山は讃岐岩と、およそ1400～1100万年前瀬戸内火山帯によってできた流紋岩からできており、安山岩や流紋岩の露頭、樹木により多彩で険しい外観である。頂上からは讃岐平野や讃岐七富士の山々を見ることができる。

## 総合運動公園
池の南側にグラウンドが整備されており、B&G海洋センターが設置されている。町では、これら設備をひっくるめて、総合運動公園と定めている。

## 太古の森
三木町出身の植物学者三木茂が中国四川省の奥地で、百万年前に絶滅したと考えられていた生きた化石メタセコイアを発見し、その業績を記念して整備された公園である。メタセコイアの森のほか、様々な丘や散策路、恐竜のモニュメントなどがあり、湖面に映える獄山と、堤のにはサクラやシバザクラが植栽されく、「新さぬき百景」の一つに指定され、近隣住民の憩いの場として親しまれている。
「獅子の里三木町」では獅子舞を町おこしに活用し、1992年（平成4年）から2010年（平成22年）まで、「獅子舞フェスタ」がこの池周辺で開かれるなど、ため池を中心とした地域振興の核となっている。

## アクセス

### 道路
- 香川県道13号三木綾川線上高岡

### 公共交通機関
- 高松琴平電気鉄道長尾線白山駅
- 三木町コミュニティバス鹿庭コース「総合運動公園」バス停